# Mécia da Cunha
D. Mécia da Cunha (c. 1466 - c. 1519), 12.ª senhora de Tábua, de juro e herdade, foi uma nobre portuguesa dos séculos XV e XVI.

## Biografia
Era filha de Álvaro da Cunha, 11º senhor de Tábua e 9.º morgado de Tábua, com D. Mécia de Góis, senhora da Lousã.
Casou, cerca de 1487, com Pedro Gomes de Abreu, senhor da quinta de Lusinde, filho legitimado do bispo de Viseu, D. João Gomes de Abreu e de D. Beatriz de Eça, abadessa de Celas e bisneta do rei D. Pedro I e D. Inês de Castro.
Por esse casamento recebeu de D. João II, no dia 25 de outubro de 1487, uma tença de 25.000 reais de prata.
O senhorio de Tábua andava na linhagem dos Cunhas desde o 1.º quartel do século XII, mas D. Mécia herdara-o através de uma linha segundogénita, a de seu bisavô Vasco Martins da Cunha (chamado de "o Moço", para o distinguir do seu pai e homónimo).
Este sucedera no senhorio e morgadio em virtude de o seu irmão primogénito (Martim Vasques da Cunha, que depois, já com o nome em castelhano, como Martín Vázquez de Acuña, teria o título de 1.º conde de Valencia de Don Juan) ter emigrado para Castela, enquanto que o irmão que lhe deveria suceder, chamado Estêvão Soares da Cunha, fora considerado incapacitado, por ter assassinado a mulher.
Mas a linha de descendência de Estevão Soares não abdicara do que considerava ser o seu direito ao senhorio de Tábua, e o neto deste, Luís da Cunha, cavaleiro fidalgo da casa de D. Afonso V no ano de 1467, interpôs um recurso judicial contra a sua prima Mécia, que acabaria por ganhar.
Luís da Cunha casou com sua parenta D. Maria da Cunha, filha do seu primo direito D. Aires da Cunha (tal como ele, neto do acima referido Estêvão Soares, que fora afastado da sucessão de Tábua), mas do casamento não houve geração.
Por não ter herdeiros, Luís da Cunha nomeou o senhorio e morgadio de Tábua no seu sogro, D. Aires (a quem D. João III finalmente o confirmaria, por carta de 17 de outubro de 1532) mas perdeu o morgadio de Souto para João Gomes da Cunha, filho sucessor de D. Mécia da Cunha.
O senhorio de Tábua sairia assim da linha de descendência de D. Mécia da Cunha, passando para os sucessores do seu primo, D. Aires da Cunha (cuja mulher, D. Maria Afonso de Bulhão, era herdeira do morgado do Bulhaco, fundado em 1237, com capela na Igreja de São Mamede, por sua tetravó Maria Pires, mulher de Pedro Martins de Bulhão, irmão de Santo António). 
O neto e sucessor de Aires da Cunha e Maria de Bulhão foi Lourenço da Cunha, progenitor dos condes da Cunha, que conservariam o senhorio de Tábua até o ano de 1834, quando os senhorios foram extintos em Portugal.
No total, entre o início do século XII e 1834, houve assim 22 senhores de Tábua, todos na linhagem dos Cunhas, sendo que apenas uma vez, na pessoa de D. Mécia da Cunha, entre os séculos XV e XVI, foi o senhorio detido por uma mulher.

## Casamento e descendência
Do seu casamento, em 1487, com Pedro Gomes de Abreu, trineto de D. Pedro I e Inês de Castro, teve D. Mécia da Cunha descendência, nomeadamente:
- João Gomes da Cunha, filho primogénito, a quem o rei D. Manuel I, em 4 de junho de 1520, confirmou a sucessão no morgadio (capela) do Mosteiro de Souto, instituído no século XIII pelo antepassado da sua mãe, João Lourenço da Cunha, e depois administrado pelo irmão deste, Gomes Lourenço da Cunha.[7] Casou com Cecília Homem, filha do Doutor Rodrigo Homem, desembargador da Casa da Suplicação. Com geração;
- Domingos de Abreu de Eça (c. 1490 - Povolide, 8 de novembro de 1559), que foi Moço Fidalgo da Casa Real e senhor da quinta da Nespereira, em Povolide. Casou com Isabel de Freitas, filha de Gonçalo Vaz de Melo, 1.º senhor de Povolide, com D.  Maria de Freitas. Com descendência, nomeadamente nos condes de Murça;
- Pedro Gomes da Cunha (c. 1495 - 1581), Cavaleiro Fidalgo da Casa Real e vereador do Senado da Câmara de Viseu, pela Nobreza (em 1515). Foi o 1.º senhor da quinta e morgadio do Covelo, em São Pedro de France (que depois passaria, por casamento, para a família dos últimos morgados de Lourosa e Santo António de Favaios, Bento de Queiroz e seu filho, Miguel Pereira Pinto).[8][9] Casou com Francisca de Castro, senhora da quinta de Contigem, em Sátão. Com geração;[10]
- Roque de Abreu de Eça (Penalva do Castelo, Lusinde, depois de 1500 - Lusinde, antes de 1572), Moço Fidalgo da Casa Real e sucessor na quinta de Lusinde, que fora de seu pai. Casou em Viseu, em 1541, com sua prima, D. Joana Soares de Melo, filha de D. Pedro Gomes de Abreu, 3.º morgado do Paço da Torre da rua da Cadeia,[11] e cónego da Sé de Viseu. Com descendência, nomeadamente sua filha, D. Violante de Eça, casada, com geração, com Martim de Melo Soares, neto paterno e representante de Pedro de Melo, o Púcaro.[12]